# Sargeant (Minnesota)
Pour les articles homonymes, voir Sargeant.
Sargeant est un village américain situé dans le Comté de Mower, dans le Minnesota. Selon le recensement de 2010, sa population est de 61 habitants.